# 天主教顺庆教区
天主教顺庆教区（拉丁語：Dioecesis Scioenchimensis）是罗马天主教在中国四川省设立的一个教区。

## 轄區範圍
順慶教區管轄南充、巴中、達州、廣安、遂寧、資陽等地教會。順慶教區西接成都教區，東臨重慶總教區和萬縣教區，南界叙府教區，北連陝西省的漢中教區及興安府宗座監牧區。

## 历史
1929年8月2日，教廷宣布，从成都代牧区分设顺庆府代牧区，由中国籍主教王文成负责。1946年4月11日，升格为顺庆教区。
现名“南充教区”。

## 部份教堂
- 南充耶穌聖心堂
- 閬中天主堂

## 西山本笃院
1929年，比利时布鲁日的本笃会圣安德肋修院的修士来到中国四川省南充，建立了西山本笃院，向中国人传教。當時修院內存有法國聖女小德肋撒的聖髑。直到1953年，新政权驱逐外国传教士，才被迫离开中国。1955年，修士们在美国南加州洛杉矶县瓦尔耶莫的沙漠里购买了一块土地，重建了圣安德肋修院。

## 历任主教

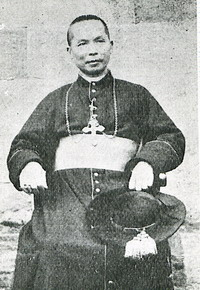
王文成，首任順慶宗座代牧

順慶府宗座代牧
- 王文成（Paul Wang Wen-cheng），1929年12月2日-1946年4月11日

順慶主教
- 王文成（Paul Wang Wen-cheng），1946年4月11日-1961年1月28日
- 范导江（Fan Dao-jiang），自選自聖：1963年-1987年
- 黄渥泽（Michael Huang Wo-ze），自選自聖：1989年-2004年
- 陈功鳌（Joseph Chen Gong-ao），2012年-1964年9月21日出生，1990年晉鐸，2002年被教宗任命為順慶教區主教。2012年4月19日晉牧，天主教永平教區主教方建平主禮。

## 信徒
1950年，信徒19,442人。